# Marzotto (famiglia)
I Marzotto sono una famiglia di industriali originaria dell'alto Vicentino, impegnata prevalentemente nel settore tessile (Gruppo Marzotto). 

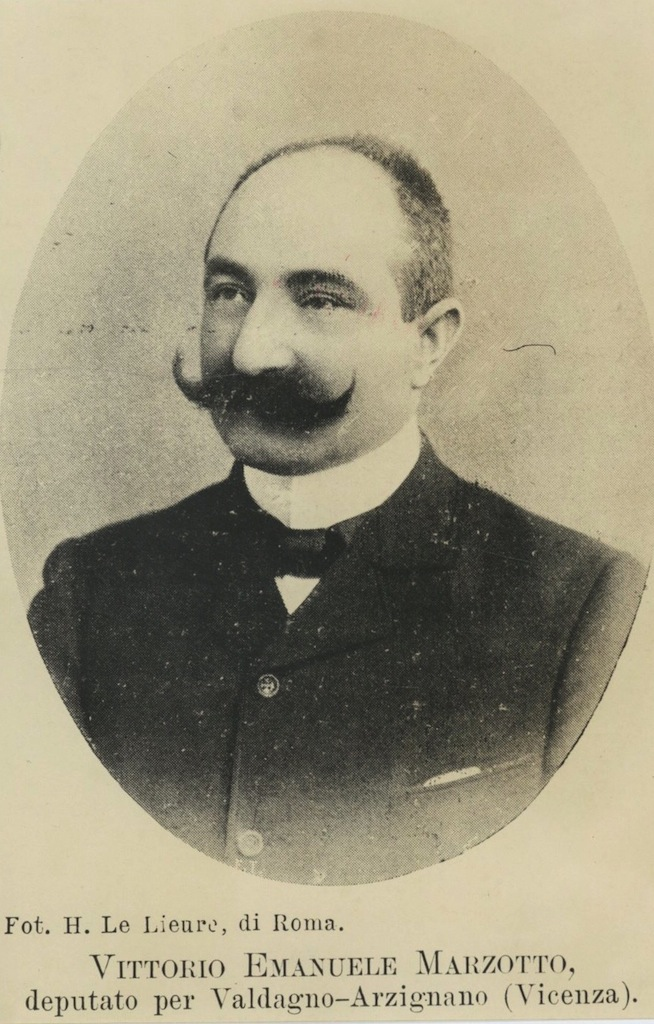
Vittorio Emanuele (1858–1922)

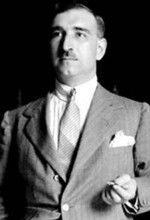
Gaetano Marzotto (1894–1972)

Il suo rappresentante forse più illustre, Gaetano (1894-1972), venne insignito del titolo di conte su proposta del Governo Mussolini nel 1939, a riconoscimento delle istituzioni assistenziali create in Italia e nelle Colonie attorno alle diverse aziende del gruppo Marzotto, titolo non riconosciuto dalla Repubblica Italiana né mantenuto come parte del nome, in quanto creato dopo il 28 ottobre 1922.

## Storia
Originari forse della Valle del Chiampo, il più remoto personaggio conosciuto è Giovanni Battista (1660-1726), attivo a Trissino. Nel Settecento si insediarono nella vicina Valdagno dove svolsero varie attività mercantili. Francesco (1730 ca.-1800), nipote del precedente, fu il primo ad interessarsi al settore laniero in seguito al matrimonio con Maria Soster, figlia di un tessitore, mentre il figlio Luigi (1773-1859) aprì una vera e propria impresa, costruendo nel 1836 la cosiddetta "Fabbrica", dove accentrò i piccoli centri produttivi sparsi per il territorio e basati precedentemente su lavoranti a domicilio.
L'espansione dell'azienda si deve ai discendenti Gaetano senior (1820-1910), Vittorio Emanuele (1858-1922) e Gaetano junior (1894-1972).
Gaetano Marzotto Sr, nato a Valdagno nel 1820 e deceduto nel 1910, figlio di Luigi e di Angela Pedrazza, abbandonò gradualmente l'attività mercantile per dedicarsi unicamente al manifatturiero. Primo sindaco di Valdagno redenta, fu per quattro legislature deputato del Regno, eletto nel collegio di Valdagno-Arzignano, e collezionista di dipinti dell'Ottocento italiano.
Il 28 maggio 1879 Gaetano promosse la costituzione a Londra della società The Province of Vicenza Steam Tramway Company Limited, abilitata ad operare nel Regno in virtù del regio decreto n. MMCCCCXLIX e titolare della concessione della tranvia da Vicenza per Valdagno e Chiampo, strategica per l'inoltro delle materie prime e dei lavoratori della nascente industria tessile.
Gaetano Marzotto Sr ebbe tre figli: Luigi, Vittorio Emanuele, Alessandro.
Luigi Marzotto, primo figlio maschio di Gaetano senior e di Anna Tomba, entrò in fabbrica da giovanissimo e lavorò alla meccanizzazione della tessitura, che rese più veloce grazie ad una turbina a vapore che andò ad alimentare gli alberi motori cui i telai venivano connessi tramite delle cinghie di trasmissione. Luigi fu quindi l'artefice della meccanizzazione e quindi dell'incremento in produttività di tessitura.
Vittorio Emanuele Marzotto Sr, nato a Valdagno nel 1858 e deceduto nel 1922, figlio di Gaetano senior e di Anna Tomba († 1871), ebbe il merito di determinare delle scelte che rappresentarono per la ditta valdagnese un deciso salto di qualità, proiettandola tra i principali produttori italiani. Fu anch'egli deputato per quattro legislature. Morì in conseguenza di una ferita da arma da fuoco in seguito ad un agguato che lo colse all'uscita della sua fabbrica. Il caso divenne presto materia di cronaca scatenando l'interesse popolare; in un primo momento si pensò ad una tragica conseguenza dei forti scontri sociali e sindacali che caratterizzarono quegli anni, ma ben presto si scoprì che, come nei migliori romanzi d'appendice, il movente dell'omicidio era privato e scaturito da una vendetta covata a lungo. L'assassino si rivelò essere un figlio illegittimo mai riconosciuto, tornato da lontano per vendicarsi del torto subito da lui e da sua madre.
Gaetano Marzotto junior, nato a Valdagno il 11 novembre 1894 e ivi deceduto l'11 agosto 1972, figlio unico di Vittorio Emanuele e di Maria Italia Garbin (1860-1942), completò la trasformazione industriale dell'azienda di famiglia, che lanciò a livello internazionale. Con Regio Decreto del 25 maggio 1939 gli venne concesso il titolo di conte di Castelvecchio (a trasmissione ai figli maschi primogeniti) e di conte (a trasmissione a tutti i figli maschi). Sposò Margherita Lampertico (1898-1939), nipote del senatore Fedele Lampertico (1833-1906), da cui ebbe: Vittorio Emanuele (1922-1999) deputato del Partito Liberale Italiano, Italia (1925-2000), Umberto (1926-2018), Giannino (1928-2012), Paolo (1930-2020), Laura (nata nel 1933) e Pietro (1937-2018).

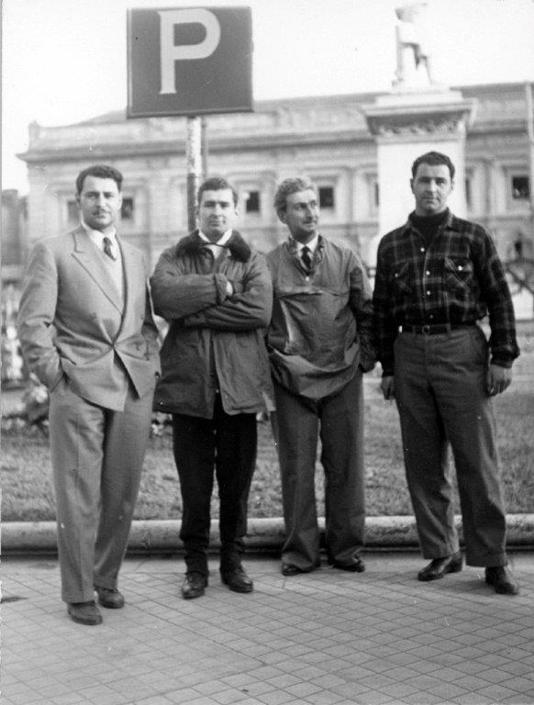
Da sinistra: Giannino, Paolo, Umberto e Vittorio Emanuele Marzotto

Gaetano junior riuscì a ricompattare in un'unica società le attività industriali laniere discioltesi tra i vari eredi dopo la scomparsa del nonno Gaetano senior all'inizio del Novecento. Decise inoltre di diversificare le proprie attività, destinando crescenti risorse finanziarie alla valorizzazione della tenuta di Villanova-Portogruaro, da cui nacque una conglomerata tessile, agroalimentare (Cantine Santa Margherita) e vetraria (Industrie Zignago). Iniziò infine nel 1949 l'ambizioso progetto di creare una catena di alberghi turistici (la Compagnia italiana dei Jolly Hotels). Come il nonno, fu un grande collezionista di dipinti dell'Ottocento italiano.
Giannino Marzotto, nato a Valdagno il 13 aprile 1928 e deceduto il 14 luglio 2012, figlio di Gaetano junior, fu valente pilota automobilistico legato soprattutto alla Mille Miglia e a lui si deve il ripristino di villa Trissino Marzotto acquistata nel 1951.
Pietro Marzotto, nato a Valdagno l'11 dicembre 1937 e morto a Portogruaro il 26 aprile 2018, figlio di Gaetano junior, fu presidente del gruppo Marzotto, per il quale sviluppò l'export e ne diversificò l'attività, allargandola dalla lana al lino e inserendo altri marchi già famosi (Bassetti, il Linificio e Canapificio Nazionale, Lanerossi, Guabello, Hugo Boss e la maison Valentino).
Uscito dall'azienda di famiglia, nel 2011, Pietro Marzotto rileva la celebre gastronomia milanese Peck, ceduta nel 2016 ai figli.
Nel 2012 alcuni membri della famiglia Marzotto sono stati indagati per evasione fiscale legate al brand Valentino e alla holding Icg operante in Lussemburgo, hanno avuto seguito diversi sequestri di immobili e beni finanziari per un valore di oltre 65 milioni.
Tra gli esponenti più recenti ha acquisito notorietà Matteo Marzotto (nato nel 1966), l'ultimo dei cinque figli di Umberto e Marta Marzotto.

## La scissione famigliare
Alla fine degli anni '70 con la morte di Gaetano Marzotto l'azienda passò ai 7 figli, con presidente Pietro Marzotto. In questi anni iniziarono i malumori che portarono alla conseguente decisione di cacciare Pietro dal direttivo. I sette fratelli avevano ormai avuto figli e così si ritrovavano troppe persone alla direzione del business. Le vicende economico finanziarie dei Marzotto sono state spesso all'attenzione della cronaca.

## Personaggi illustri e parentele
Molti dei membri della famiglia Marzotto sono stati personaggi famosi nella propria epoca, un po' per la loro provenienza e un po' per il loro singolo vissuto.
I Marzotto sono imparentati con diverse famiglie nobili: 
- I Donà delle Rose con il matrimonio, celebrato nel 1946, tra Italia Marzotto e il conte Leonardo Donà delle Rose (divorziati)[7];

- I Notarbartolo con il matrimonio, celebrato nel 1977, tra Veronica Marzotto e don Roberto Notarbartolo dei duchi di Villarosa[7];

- Gli Aliprandi con il matrimonio, celebrato nel 1999, tra il conte Nicolò Marzotto e Anna Aliprandi[7].

## Albero genealogico
|                                            |                                            |                 |                 |                                   |                                   |                                  |                                  |                                             |                                                               |                                                               |                                                               |                                                      |                                                      |                                                    |                                                    |                    |          |                                     |                                     |      |      |
|                                            |                                            |                 |                 |                                   |                                   |                                  |                                  |                                             |                                                               |                                                               |                                                               |                                                      | MARZOTTO                                             |                                                    |                                                    |                    |          |                                     |                                     |      |      |
|                                            |                                            |                 |                 |                                   |                                   |                                  |                                  |                                             |                                                               |                                                               |                                                               |                                                      |                                                      |                                                    |                                                    |                    |          |                                     |                                     |      |      |
|                                            |                                            |                 |                 |                                   |                                   |                                  |                                  |                                             |                                                               |                                                               |                                                               |                                                      |                                                      |                                                    |                                                    |                    |          |                                     |                                     |      |      |
|                                            |                                            |                 |                 |                                   |                                   |                                  |                                  |                                             |                                                               |                                                               |                                                               |                                                      | Giovanni Battista 1660-1726                          |                                                    |                                                    |                    |          |                                     |                                     |      |      |
|                                            |                                            |                 |                 |                                   |                                   |                                  |                                  |                                             |                                                               |                                                               |                                                               |                                                      |                                                      |                                                    |                                                    |                    |          |                                     |                                     |      |      |
|                                            |                                            |                 |                 |                                   |                                   |                                  |                                  |                                             |                                                               |                                                               |                                                               |                                                      |                                                      |                                                    |                                                    |                    |          |                                     |                                     |      |      |
|                                            |                                            |                 |                 |                                   |                                   |                                  |                                  |                                             |                                                               |                                                               |                                                               |                                                      | Gaetano ?-1730                                       |                                                    |                                                    |                    |          |                                     |                                     |      |      |
|                                            |                                            |                 |                 |                                   |                                   |                                  |                                  |                                             |                                                               |                                                               |                                                               |                                                      |                                                      |                                                    |                                                    |                    |          |                                     |                                     |      |      |
|                                            |                                            |                 |                 |                                   |                                   |                                  |                                  |                                             |                                                               |                                                               |                                                               |                                                      |                                                      |                                                    |                                                    |                    |          |                                     |                                     |      |      |
|                                            |                                            |                 |                 |                                   |                                   |                                  |                                  |                                             |                                                               |                                                               |                                                               |                                                      | Francesco 1730 ca.-1800 ⚭ Maria Soster               |                                                    |                                                    |                    |          |                                     |                                     |      |      |
|                                            |                                            |                 |                 |                                   |                                   |                                  |                                  |                                             |                                                               |                                                               |                                                               |                                                      |                                                      |                                                    |                                                    |                    |          |                                     |                                     |      |      |
|                                            |                                            |                 |                 |                                   |                                   |                                  |                                  |                                             |                                                               |                                                               |                                                               |                                                      |                                                      |                                                    |                                                    |                    |          |                                     |                                     |      |      |
|                                            |                                            |                 |                 |                                   |                                   |                                  |                                  |                                             |                                                               |                                                               |                                                               |                                                      | Luigi 1773-1859 ⚭ Angela Pedrazza                    |                                                    |                                                    |                    |          |                                     |                                     |      |      |
|                                            |                                            |                 |                 |                                   |                                   |                                  |                                  |                                             |                                                               |                                                               |                                                               |                                                      |                                                      |                                                    |                                                    |                    |          |                                     |                                     |      |      |
|                                            |                                            |                 |                 |                                   |                                   |                                  |                                  |                                             |                                                               |                                                               |                                                               |                                                      |                                                      |                                                    |                                                    |                    |          |                                     |                                     |      |      |
|                                            |                                            |                 |                 |                                   |                                   |                                  |                                  |                                             |                                                               |                                                               | Gaetano Sr 1820-1910 ⚭ Anna Tomba                             | Gaetano Sr 1820-1910 ⚭ Anna Tomba                    | Francesco                                            | Francesco                                          | Giovanni 1824-1885                                 | Giovanni 1824-1885 |          |                                     |                                     |      |      |
|                                            |                                            |                 |                 |                                   |                                   |                                  |                                  |                                             |                                                               |                                                               |                                                               |                                                      |                                                      |                                                    |                                                    |                    |          |                                     |                                     |      |      |
|                                            |                                            |                 |                 |                                   |                                   |                                  |                                  |                                             |                                                               |                                                               |                                                               |                                                      |                                                      |                                                    |                                                    |                    |          |                                     |                                     |      |      |
|                                            |                                            |                 |                 |                                   |                                   |                                  |                                  |                                             | Vittorio Emanuele 1858-1922 ⚭ Maria Italia Garbin (1860-1942) | Vittorio Emanuele 1858-1922 ⚭ Maria Italia Garbin (1860-1942) | Alessandro                                                    | Alessandro                                           | Luigi                                                | Luigi                                              |                                                    |                    |          |                                     |                                     |      |      |
|                                            |                                            |                 |                 |                                   |                                   |                                  |                                  |                                             |                                                               |                                                               |                                                               |                                                      |                                                      |                                                    |                                                    |                    |          |                                     |                                     |      |      |
|                                            |                                            |                 |                 |                                   |                                   |                                  |                                  |                                             |                                                               |                                                               |                                                               |                                                      |                                                      |                                                    |                                                    |                    |          |                                     |                                     |      |      |
|                                            |                                            |                 |                 |                                   |                                   |                                  |                                  |                                             | Gaetano 1894-1972 1921 ⚭ Margherita Lampertico (1898-1939)    |                                                               |                                                               |                                                      |                                                      |                                                    |                                                    |                    |          |                                     |                                     |      |      |
|                                            |                                            |                 |                 |                                   |                                   |                                  |                                  |                                             |                                                               |                                                               |                                                               |                                                      |                                                      |                                                    |                                                    |                    |          |                                     |                                     |      |      |
|                                            |                                            |                 |                 |                                   |                                   |                                  |                                  |                                             |                                                               |                                                               |                                                               |                                                      |                                                      |                                                    |                                                    |                    |          |                                     |                                     |      |      |
| Vittorio Emanuele 1922-1999 ⚭ Rory Tortima | Vittorio Emanuele 1922-1999 ⚭ Rory Tortima | Domenico ?-1939 | Domenico ?-1939 | Paolo 1930-2020 ⚭ Florence Daniel | Paolo 1930-2020 ⚭ Florence Daniel | Laura Pia 1933 ⚭ Vittorio Zanuso | Laura Pia 1933 ⚭ Vittorio Zanuso | Italia 1925-2000 ⚭ Leonardo Doná dalle Rose | Italia 1925-2000 ⚭ Leonardo Doná dalle Rose                   | Umberto Francesco 1926-2018 1954 ⚭ Marta Vacondio (1931-2016) | Umberto Francesco 1926-2018 1954 ⚭ Marta Vacondio (1931-2016) |                                                      |                                                      | Pietro 1937-2018 ⚭ Stefania Searle ⚭ Titti Ogniben | Pietro 1937-2018 ⚭ Stefania Searle ⚭ Titti Ogniben |                    |          | Giannino 1928-2012 ⚭ Tamara Tortima | Giannino 1928-2012 ⚭ Tamara Tortima |      |      |
|                                            |                                            |                 |                 |                                   |                                   |                                  |                                  |                                             |                                                               |                                                               |                                                               |                                                      |                                                      |                                                    |                                                    |                    |          |                                     |                                     |      |      |
|                                            |                                            |                 |                 |                                   |                                   |                                  |                                  |                                             |                                                               |                                                               |                                                               |                                                      |                                                      |                                                    |                                                    |                    |          |                                     |                                     |      |      |
|                                            |                                            |                 |                 |                                   |                                   | Annalisa 1957-1989               | Annalisa 1957-1989               | Maria Diamante 1963                         | Maria Diamante 1963                                           | Vittorio Emanuele 1960                                        | Vittorio Emanuele 1960                                        | Paola 1955 ⚭ Carlo Ferdinando Borromeo Arese Taverna | Paola 1955 ⚭ Carlo Ferdinando Borromeo Arese Taverna | Matteo 1966                                        | Matteo 1966                                        | Cristina           | Cristina | Margherita                          | Margherita                          | Rori | Rori |